# Ingemar Gruber
Ingemar Gruber (* 25. März 1977 in Meran, Südtirol) ist ein italienischer Eishockeyspieler, der seit 2015 erneut beim HC Meran in der italienischen Serie B unter Vertrag steht.

## Karriere
Ingemar Gruber begann seine Profi-Karriere beim HC Bozen im Jahre 1993. Dort verweilte er zwei Jahre und gewann mit der Mannschaft 1994 die Alpenliga und 1995 den italienischen Meistertitel, bevor er 1995 zu seinem Jugendverein, dem HC Meran, zurückkehrte. Für den HC Meran spielte er durchgehend neun Spielzeiten in der ersten italienischen Liga, der damaligen Serie A1 und gewann mit der Mannschaft 1999 die Landesmeisterschaft. Im Sommer 2004 wechselte er zu Ritten Sport. Für die Saison 2005/06 kehrte er zum HC Meran zurück, der inzwischen am Spielbetrieb der zweitklassigen Serie A2 teilnahm. Seit 2006 stand Ingemar Gruber wieder bei Ritten Sport unter Vertrag und gewann mit der Mannschaft neben dem Meistertitel 2014 auch die Coppa Italia 2010, 2014 und 2015 sowie die Supercoppa Italiana 2009 und 2010. 2015 kehrte er zu seinem Stammverein nach Meran zurück, wo er in der inzwischen wieder Serie B genannten zweiten italienischen Liga antritt.

### International
Für Italien nahm Ingemar Gruber an der U18-Junioren-A-Europameisterschaft 1993 sowie den U18-Junioren-B-Europameisterschaften 1994 und 1995 teil. Des Weiteren stand er im Aufgebot Italiens bei der U20-Junioren-B-Weltmeisterschaft 1995. Zudem nahm er an der A-Weltmeisterschaft 2000 und nach der Umstellung auf das heutige Divisionssystem an der Weltmeisterschaft der Top-Division 2002 sowie der Weltmeisterschaft der Division I 2011 teil.

## Erfolge und Auszeichnungen
- 1994 Gewinn der Alpenliga mit dem HC Bozen
- 1995 Italienischer Meister mit dem HC Bozen
- 1999 Italienischer Meister mit dem HC Meran
- 2009 Italienischer Superpokalsieger mit Ritten Sport
- 2010 Italienischer Pokalsieger und Superpokalsieger mit Ritten Sport
- 2011 Aufstieg in die Top-Division bei der Weltmeisterschaft der Division I, Gruppe A
- 2014 Italienischer Meister und Pokalsieger mit Ritten Sport
- 2015 Italienischer Pokalsieger mit Ritten Sport